# 大学研究力強化ネットワーク
大学研究力強化ネットワーク（だいがくけんきゅうりょくきょうかネットワーク、英語:Research University Network of Japan、略称:RUネットワーク）とは、研究力強化に取り組む大学や大学共同利用機関法人等による研究大学のネットワークのことである。2014年に設置され、2017年に解消した。

## 概要
各研究機関の個性・特徴を尊重しつつ、研究者 - リサーチ・アドミニストレーター (URA) - 事務担当者の三者の緊密な連携のもと、大学・研究機関の枠をこえて、大学の研究力強化および支援機能の拡大を図る方策に関する議論と情報交換を行っていた。「共同しておこなうべきところは共同して行う」という発想のもと、相互の連携の推進を図り、また、必要な施策について行政等に働きかけるなど、個々の大学の研究力強化を図っていた。参加機関や運営委員機関からは、研究担当理事や副学長ら執行部（経営層）が参画しており、研究マネジメントからの活動視点が強いのが特徴であった。
同じく研究大学グループである「学術研究懇談会」(RU11) と対比する組織では決してなく、あくまで上記の発想のもと学術・科学技術の基盤を支えるという自負を持った研究大学群による日本の研究力底上げを目指していた。日本の研究大学グループの旗手（代表）という点を目指しているのではなく、旧帝大に次ぐ「第二ライン（中堅層大学・研究機関）の強化」という面が強い。
2017年8月に研究大学コンソーシアムが発足し、大学研究力強化ネットワークの全構成機関が参画したことにより発展的に解消した。

## 参加機関
文部科学省「研究大学強化促進事業」（22機関）に採択された機関を中心として、既に「リサーチ・アドミニストレーター（URA）を育成・確保するシステムの整備」事業に取り組んでいる機関（15機関）など、大学の研究力強化を推進する機関に呼びかけ、賛同を得られた25機関で構成していた。なお、RUネットワーク参加に関する費用は徴収していない（参加無料）。
- 国立大学法人
  - 北海道大学
  - 筑波大学
  - 千葉大学
  - 東京医科歯科大学
  - 東京農工大学
  - 電気通信大学
  - 新潟大学
  - 金沢大学
  - 福井大学
  - 信州大学
  - 名古屋大学
  - 名古屋工業大学
  - 豊橋技術科学大学
  - 奈良先端科学技術大学院大学
  - 神戸大学
  - 岡山大学
  - 広島大学
  - 山口大学
  - 九州工業大学
  - 熊本大学
- 公立大学法人
  - 首都大学東京
- 私立大学
  - 東京女子医科大学
- 大学共同利用機関法人
  - 自然科学研究機構
  - 高エネルギー加速器研究機構
  - 情報・システム研究機構

## 運営委員機関と事務局
- 第1期運営委員機関：岡山大学、熊本大学、筑波大学、奈良先端科学技術大学院大学、自然科学研究機構
- 事務局：自然科学研究機構

## タスクフォース
研究力強化に関する具体的な取り組みについて、テーマ別に協議・連携する場としてタスクフォースが設置されていた。運用されていたタスクフォースは下記の通り。
- 国際連携に関するタスクフォース
- 国際情報発信に関するタスクフォース
- 大学ランキング指標に関するタスクフォース

## 勉強会
研究力強化・促進に寄与する各種勉強会を随時開催していた（タスクフォースに関するものを含む場合がある）。勉強会には、RUネットワーク参加機関でなくても参加できた。

## 提言など
RUネットワークおよびタスクフォースの活動として、各種の提言や申し入れなどを発表していた。
- 「我が国の大学等における研究力強化のために（提言）」（内閣府、文部科学省、日本学術振興会、科学技術振興機構に対して）[7]
- 「Times Higher Education世界大学ランキングに関する申し入れについて」（TES global社に対して）[8]

## プラットフォーム
タスクフォースなどで整備した共同利用できるツールやプラットフォームをネットワーク参加機関で共有していた。
- 国際情報発信に関するプラットフォーム - EurekAlert!日本語ポータル[9]